# Караман (Саратовская область)
Караман - село в Марксовском районе Саратовской области, в составе сельского поселения Подлесновское муниципальное образование.
Население - 832 (2010)
Расположено преимущественно на левом берегу реки Малый Караман.
Населённый пункт впервые обозначен на карте РККА 1941 года.

## Население
Динамика численности населения
| 1987 | 2002 |
| ---- | ---- |
| ≈190 | 837  |

| 2002 | 2010 |
| ---- | ---- |
| 836  | ↘832 |